# John Shalikashvili
John Malchase David Shalikashvili (georgiska: ჯონ მალხაზ დევიდ შალიკაშვილი, Dzjon Malchaz Devid Sjalikasjvili), född 27 juni 1936 i Warszawa, Polen, död 23 juli 2011 på Joint Base Lewis-McChord utanför Tacoma, Washington, var en general i USA:s armé. Shalikashvili var USA:s försvarschef 1993-1997, och innan dess SACEUR och militärbefälhavare för United States European Command 1992-1993.
Shalikashvili tillhörde en högadlig georgisk släkt och hans familj emigrerade till USA då han var 16 år. Shalikashvili avled av en stroke.